# Myrophores

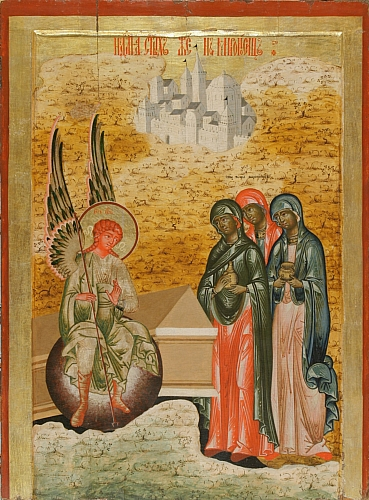
Icône orthodoxe des myrophores au Saint Sépulcre, (Kizhi, Russie, XVIIIe siècle).

Les Myrophores (du grec Μυροφόροι / Murophóroi ; en latin : Myrophorae ; en slavon d'Église : Жены́-мѷроно́сицы ; en roumain : Mironosiţe) ou Myrrhophores sont, dans les Églises d'Orient – Églises orthodoxes et Églises catholiques de rite byzantin –, les Saintes Femmes mentionnées dans le Nouveau Testament qui participèrent à l'ensevelissement de Jésus et qui découvrirent le sépulcre vide après sa Résurrection. Ce terme renvoie usuellement aux Saintes Femmes porteuses de myrrhe qui, se rendant au petit matin du dimanche à la tombe de Jésus, trouvèrent celle-ci vide.
Les Saintes Femmes assistèrent Jésus durant son ministère terrestre, l'aidant et le servant (Marc, 15:41) ; elles lui demeurèrent fidèles lors de l'arrestation et de l'exécution. Elles se tinrent au pied de la croix, accompagnèrent son ensevelissement et notèrent l'emplacement de sa tombe. Après le sabbat, elle revinrent au tombeau pour bénir de myrrhe le corps de Jésus. Ayant eu la révélation de la Résurrection, elles en avertirent les apôtres. Elles sont de ce fait « apôtres des apôtres »  particulièrement Marie-Madeleine.
Elles sont honorées par les Églises orthodoxes lors du « dimanche des Myrophores », troisième dimanche de la Pâque orthodoxe.

## Identité des Myrophores

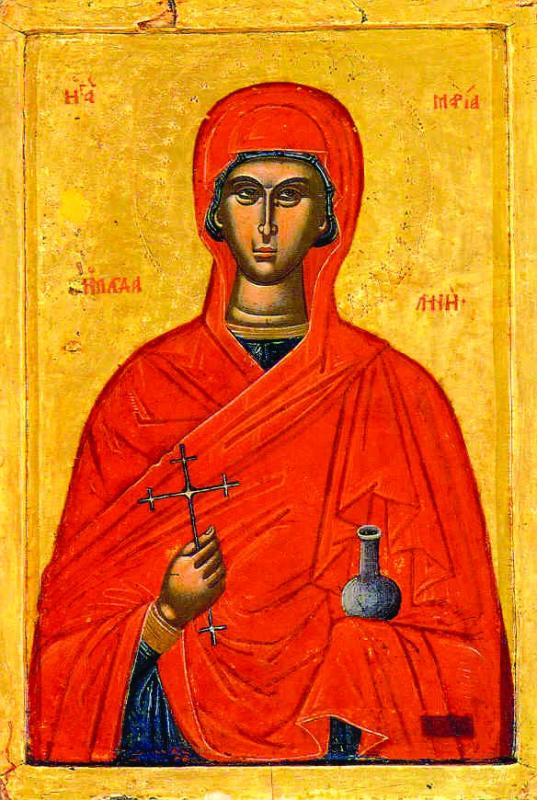
Icône de Marie-Madeleine en Myrophore.

Les Myrophores sont les femmes qui portent des onguents pour se rendre au tombeau de Jésus qu'elles vont trouver vide. Elles viennent le matin du dimanche qui suit la crucifixion de Jésus à son sépulcre pour l'embaumer. Dans les Églises orientales, elles sont appelées les Myrophores (du grec muron, « parfum liquide » et du verbe phoreo, « porter ». Qui portent du parfum liquide, plus généralement traduit : Porteuses d'offrandes.).
Les noms des femmes présentes au tombeau varient d'un évangile à l'autre. L'évangile selon Marc reprend la liste des femmes qui se trouvaient à proximité de la croix, avec une variante toutefois, puisque « Marie, mère de Jacques le Mineur et Joset » que l'on identifie généralement à Marie Jacobé (la femme de Clopas) est remplacée par la seule mention de « Marie, mère de Jacques » . Plusieurs peintres ont représenté cette scène, en remplaçant parfois Marie de Magdala par la mère de Jésus.
L'Évangile selon Matthieu parle seulement de deux Marie : « Marie la Magdaléenne et l'autre Marie » dont on ne sait si elle renvoie à Marie Jacobé ou à Marie Salomé — femme de Zébédée — qu'il a toutes deux précédemment citées près de la croix de Jésus.
L'Évangile selon Luc parle lui de « Marie de Magdala (Μαρία ἡ Μαγδαληνὴ), Jeanne, Marie, mère de Jacques et les autres qui étaient avec elles. ». Certaines sources traditionnelles identifient la femme appelée ici Jeanne à « Jeanne, femme de Chouza, intendant d'Hérode (Luc, 8:3) ».
L'Évangile selon Jean parle de la seule Marie de Magdala.

## Les Myrophores dans le rite byzantin

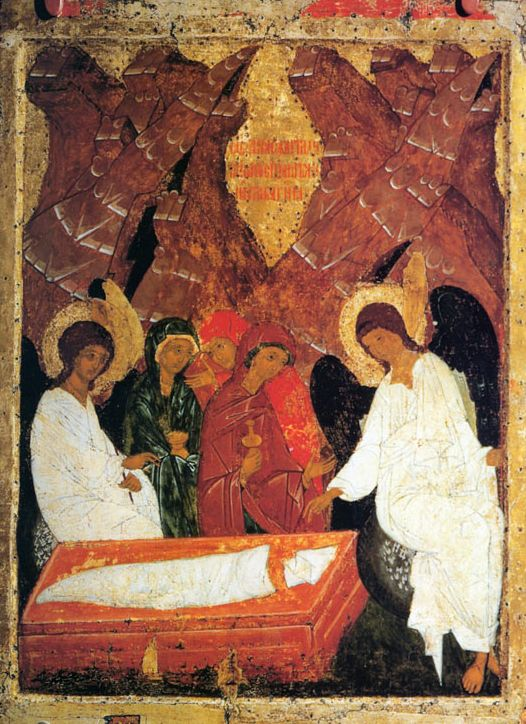
Icône du dimanche des Myrophores. Apparition de l'ange aux Myrophores Au centre : les deux Marie avec chacune un ange à son côté ; au premier plan : le Saint-Sépulcre avec le linceul et le linge.

Dans les Églises d'Orient – Églises orthodoxes et Églises catholiques de rite byzantin –, le troisième dimanche de Pâques (P + 14) est appelé « dimanche des Myrophores ». Les lectures de ce jour en soulignent le rôle lors de la mort et de la résurrection de Jésus : Évangile de l'Orthros : (Marc, 16:9-20) ; Divine Liturgie (Épître : Actes, 6:1-7) ; Lecture de l'évangile : Marc, 15:43-16:8.
À l'époque moderne, l'Église orthodoxe des États-Unis regroupe sous ce nom la totalité de celles qui sont citées dans ces sources, en y ajoutant six personnages: la mère de Jésus ainsi que Joseph d'Arimathie, Nicodème et Marthe de Béthanie, la sœur de Lazare et de Marie la Magdaléenne, Suzanne. En ce jour qui célèbre l'ensevelissement et la résurrection de Jésus, on reprend plusieurs hymnes du Samedi saint : le tropaire « Le noble Joseph… » (auquel est ajouté un vers commémorant la Résurrection) et le stichère des Vêpres : « Joseph avec Nicomède… ».
La semaine qui suit est appelée « semaine des Myrophores ». Plusieurs des Myrophores sont célébrés individuellement au cours de l'année par le Menaion. De nombreuses hymnes les évoquent, particulièrement dans l'Octoéchos et dans le Pentecostarion. Chaque dimanche, lors de l'Orthros et lors de l'Office de minuit, on chante une hymne spéciale, l'Hypakoë (grec : Ύπακοί ; slavon d'église : Ўпаκои, « envoyé »), qui remémore les femmes envoyées pour annoncer la Résurrection aux apôtres. Plusieurs cathédrales et églises orthodoxes importantes sont consacrées aux Myrophores et célèbrent en ce jour leur fête patronale.

## Exégèse
Dans les Évangiles, particulièrement les Évangiles synoptiques, les femmes jouent un rôle éminent comme témoins de la mort de Jésus, de son ensevelissement et lors de la découverte du sépulcre vide. Les trois Évangiles synoptiques font clairement des femmes des témoins oculaires,,.
Le fait que l'on cite des femmes comme témoins oculaires lors de la découverte du tombeau vide a été considéré comme une preuve de la véracité du récit ; en effet, dans la culture juive et gréco-latine du temps, un récit forgé aurait naturellement placé des hommes – surtout des puissants et des importants – dans cet épisode capital de la Passion, plutôt que de simples « femmes en pleurs » ; d'autant plus qu'à l'époque un témoignage féminin n'était pas l'égal d'un témoignage masculin : un tel témoignage n'était recevable que s'il n'y avait aucun témoignage masculin et il fallait trois témoignages de femmes pour contrer un seul témoignage d'homme.
Un thème récurrent chez Marc est que personne n'avait compris, durant son ministère, qui était Jésus : ni sa famille, ni ses concitoyens, ni les autorités, ni même ses disciples. Pour Marc, seuls des exclus s'étaient fait une idée de qui était Jésus : le centurion Longin au pied de la Croix et les femmes qui oignirent le corps de Jésus. Les trois Évangiles synoptiques citent, de façon variable, deux ou trois femmes témoins de chaque épisode de la Passion et de la Résurrection, toutefois Marie Madeleine est citée dans les quatre Évangiles.